# スルフェンアミド

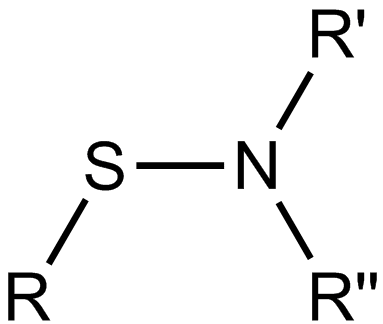
スルフェンアミドの基本構造

スルフェンアミド（英：sulfenamide or sulphenamide）は硫黄と窒素の単結合を特徴とした有機化学の官能基。スルフェンアミド系の化合物は農薬や加硫に利用されている。

## 合成
スルフェンアミドには様々な合成経路が提示されている。

### RSXからの合成
最も一般的な合成法として、塩化スルフェニルとアミンを用いた以下の反応が利用されている。塩化物の代わりに臭化物を用いることもあるが、ヨウ化物では別の反応が進んでしまうため通常用いられることはない。
RSCl + R'R”NH → RSNR'R” + HCl
S-N結合の形成には、窒素が求核剤・硫黄が求電子剤として求核置換反応が起こる。そのためR基の種類によっては、脱離基としてハロゲン以外（OR, NR2, SO2Ar, SCN）が用いられることもある。

### RSHからの合成
芳香族チオールは酸化剤の存在下でアミンと反応して以下のようにスルフェンアミドを生成する。
ArSH + HNR2 → ArSNR2 + H2O
また銅(I)イオンを触媒として以下のようにスルフェンアミドを生成する。副生成物として、ジスルフィドとアミンが生成される。
RSH + R'N3 → RSNHR' + RSSR + R'NH2

### RSSRからの合成
ジスルフィドからは以下のように銀や水銀の塩（MX = AgNO3, AgOAc, HgCl2）を用いてスルフェンアミドが生成される。
RSSR + MX + 2R'2NH2 → RSNR'2 + RSM + R'2NH2X
また以下のようにハロゲン化窒素と反応することでも生成される。
RSSR + XNR'R” → RSNR'R” + RSX

## 反応
スルフェンアミドは多種多様な反応をする。S-N結合の極性の高さから、硫黄は求核剤と窒素は求電子剤と反応する。双方とも酸化され得、還元反応によって結合が解かれる。また特徴的な熱・光化学反応も知られている。S-N結合を形成する硫黄には2つ、窒素には1つの孤立電子対が存在するため、それらが多重結合の形成や置換基の結合を可能としている。またアッペル反応の応用例も示されており、o-nitrobenzenesulfenamideがトリフェニルホスフィンと四塩化炭素の存在下で反応することで、o-nitro-N-(triphenylphosphorany1idene)-benzenesulfenamideが生成される。

## 構造
スルフェンアミドの構造はねじれひずみの計測・X線回折・核磁気共鳴（NMR）によって解析されている。スルフェンアミドのS-N結合は不斉軸であるためジアステレオマーとなる。このような明確な立体異性体の存在は、硫黄と窒素の結合が双方の孤立電子対によって部分的な二重結合を形成することを原因としている。またこれらの孤立電子対や置換基の反発によっても結合軸の回転が抑えられ、ねじれ障壁は12～20 kcal/molと非常に大きく範囲も広い。窒素を中心とした分子構造は通常三角錐形になるが、環形や立体障害の大きな置換基によっては平面三角形となる。

## 用途
スルフェンアミド系の物質は、主に農薬や加硫に利用されている。農薬では、殺菌剤であるキャプタンや古くはフォルペットなどが知られているが、毒性の高さから用法や用量には注意が必要である。加硫では、 Cyclohexylthiophthalimideなどが促進剤として利用されている。スルフェンアミド系の促進剤は置換基の種類によって活性温度が異なるため、容易にコントロールできるという利点がある。